# José Bernardo de Tagle Bracho
José Bernardo de Tagle Bracho y Pérez de la Riva (Ruiloba, Cantabria, 1684 - Lima, 1740), comerciante y noble español establecido en el Virreinato del Perú y primer Marqués de Torre Tagle.

## Biografía
Sus padres fueron el hidalgo Domingo de Tagle y Bracho —hermano segundogénito del primer Conde de Casa Tagle de Trasierra— y María Pérez de la Riva. A temprana edad se trasladó a Lima junto a su hermano Francisco, acompañando a su tío, dedicándose al comercio, logrando una cómoda prosperidad, llegando a ser prior del Tribunal del Consulado. Al ser amagado el litoral por las incursiones de piratas holandeses (1723), participó en la formación de una compañía de corso y armó un buque para combatirlos. Pasó a Chile, donde sirvió como capitán de caballería en la plaza de Purén (1724), y fue comandante general de las expediciones de la Mar del Sur (1725). A mérito de sus servicios y donativos se le otorgó el título de vizconde de Bracho y luego el de marqués de Torre Tagle (26 de noviembre de 1730). Obtuvo el hábito de caballero de la Orden de Calatrava (1749). Hizo edificar una lujosa residencia en Lima, hoy conocida como el Palacio de Torre Tagle.

## Matrimonio y descendencia
Contrajo matrimonio el 13 de septiembre de 1707, con la limeña Rosa Juliana Sánchez de Tagle e Hidalgo, con la cual tuvo siete hijos:
- Tadeo José de Tagle Bracho y Sánchez, II Marqués de Torre Tagle.
- Fray Ramón de Tagle y Bracho, venerable franciscano.
- Francisco de Tagle Bracho y Sánchez, presbítero, caballero de la Orden de Calatrava y rector de la Universidad de San Marcos.
- Nicolás de Tagle Bracho, II Conde de Casa Tagle de Trasierra y alcalde ordinario de Lima.
- José Severino de Tagle Bracho y Sánchez, jurista y oidor indiano.
- Serafina Águeda de Tagle Bracho, casada con Gaspar Quijano Velarde y Zevallos, Conde de Torre Velarde.
- Pedro Antonio de Tagle Bracho y Sánchez, jurista, caballero de la Orden de Calatrava y también oidor indiano.